# (4383) Suruga
(4383) Suruga es un asteroide perteneciente al cinturón de asteroides, descubierto el 1 de diciembre de 1989 por Yoshiaki Oshima desde el Observatorio Gekko, Kannami, Japón.

## Designación y nombre
Designado provisionalmente como 1989 XP. Fue nombrado Suruga en homenaje a Suruga ciudad japonesa donde se ubica el observatorio desde el que descubrieron el asteroide.

## Características orbitales
Suruga está situado a una distancia media del Sol de 2,424 ua, pudiendo alejarse hasta 2,577 ua y acercarse hasta 2,270 ua. Su excentricidad es 0,063 y la inclinación orbital 7,154 grados. Emplea 1378 días en completar una órbita alrededor del Sol.

## Características físicas
La magnitud absoluta de Suruga es 13. Tiene 6,471 km de diámetro y su albedo se estima en 0,32.